# Ali e radici
 (février 2017).
Si vous disposez d'ouvrages ou d'articles de référence ou si vous connaissez des sites web de qualité traitant du thème abordé ici, merci de compléter l'article en donnant les références utiles à sa vérifiabilité et en les liant à la section « Notes et références ».
Albums de Eros Ramazzotti
E² (Best Of)
(2007) 21.00: Eros Live World Tour 2009/2010
(2010)
Singles
1. Parla con me
Sortie : 24 avril 2009
2. Controvento
Sortie : 4 septembre 2009
3. Il cammino
Sortie : 4 décembre 2009
4. Bucaneve
Sortie : 12 mars 2010
5. Appunti e note
Sortie : 19 novembre 2010

Ali e Radici est le onzième album studio du chanteur et musicien italien Eros Ramazzotti, sorti le 22 mai 2009.

## Liste des titres

### Édition en langue italienne
| Ali e radici | Ali e radici                    | Ali e radici                                              | Ali e radici | Ali e radici | Ali e radici | Ali e radici | Ali e radici | Ali e radici | Ali e radici |
| No           | Titre                           | Auteur                                                    | Durée        |              |              |              |              |              |              |
| ------------ | ------------------------------- | --------------------------------------------------------- | ------------ | ------------ | ------------ | ------------ | ------------ | ------------ | ------------ |
| 1.           | Appunti e note                  | Adelio Cogliati, Claudio Guidetti, Eros Ramazzotti        | 3:54         |              |              |              |              |              |              |
| 2.           | Il cammino                      | Cogliati, Guidetti, Ramazzotti                            | 3:46         |              |              |              |              |              |              |
| 3.           | Parla con me                    | Cogliati, Guidetti, Ramazzotti                            | 3:58         |              |              |              |              |              |              |
| 4.           | L'orizzonte                     | Cogliati, Guidetti, Ramazzotti                            | 3:46         |              |              |              |              |              |              |
| 5.           | Affetti personali               | Cogliati, Guidetti, Ramazzotti                            | 3:30         |              |              |              |              |              |              |
| 6.           | Controvento                     | Cogliati, Guidetti, Ramazzotti                            | 3:45         |              |              |              |              |              |              |
| 7.           | Ali e radici                    | Cogliati, Guidetti, Ramazzotti, Maurizio Fabrizio         | 4:17         |              |              |              |              |              |              |
| 8.           | Bucaneve                        | Cogliati, Guidetti, Ramazzotti                            | 4:10         |              |              |              |              |              |              |
| 9.           | Nessuno escluso                 | Luca Chiaravalli, Cogliati, Ramazzotti, Simone Bertolotti | 3:45         |              |              |              |              |              |              |
| 10.          | Non possiamo chiudere gli occhi | Cogliati, Guidetti, Ramazzotti                            | 3:49         |              |              |              |              |              |              |
| 11.          | Come gioielli                   | Cogliati, Guidetti, Ramazzotti                            | 3:54         |              |              |              |              |              |              |
| 42:34        |                                 |                                                           |              |              |              |              |              |              |              |

| 12. | Linda e il mare    | Cogliati, Guidetti, Ramazzotti | 4:01 |
| 13. | Afectos personales | Cogliati, Guidetti, Ramazzotti | 3:31 |

### Édition en langue espagnole
| Alas y raíces | Alas y raíces              | Alas y raíces                                 | Alas y raíces | Alas y raíces | Alas y raíces | Alas y raíces | Alas y raíces | Alas y raíces | Alas y raíces |
| No            | Titre                      | Auteur                                        | Durée         |               |               |               |               |               |               |
| ------------- | -------------------------- | --------------------------------------------- | ------------- | ------------- | ------------- | ------------- | ------------- | ------------- | ------------- |
| 1.            | Apuntes y notas            | Cogliati, Guidetti, Ramazzotti                | 3:54          |               |               |               |               |               |               |
| 2.            | El camino                  | Cogliati, Guidetti, Ramazzotti                | 3:46          |               |               |               |               |               |               |
| 3.            | Dímelo a mí                | Cogliati, Guidetti, Ramazzotti                | 3:58          |               |               |               |               |               |               |
| 4.            | El horizonte               | Cogliati, Guidetti, Ramazzotti                | 3:46          |               |               |               |               |               |               |
| 5.            | Afectos personales         | Cogliati, Guidetti, Ramazzotti                | 3:30          |               |               |               |               |               |               |
| 6.            | Contra el viento           | Cogliati, Guidetti, Ramazzotti                | 3:45          |               |               |               |               |               |               |
| 7.            | Alas y raíces              | Cogliati, Guidetti, Ramazzotti, Fabrizio      | 4:17          |               |               |               |               |               |               |
| 8.            | Flor inesperada            | Cogliati, Guidetti, Ramazzotti                | 4:10          |               |               |               |               |               |               |
| 9.            | Nosotros incluidos         | Chiaravalle, Cogliati, Ramazzotti, Bertolotti | 3:45          |               |               |               |               |               |               |
| 10.           | No podemos cerrar los ojos | Cogliati, Guidetti, Ramazzotti                | 3:49          |               |               |               |               |               |               |
| 11.           | Como un tesoro             | Cogliati, Guidetti, Ramazzotti                | 3:54          |               |               |               |               |               |               |
| 42:34         |                            |                                               |               |               |               |               |               |               |               |

| 12. | Linda y el mar    | Cogliati, Guidetti, Ramazzotti | 4:01 |
| 13. | Affetti personali | Cogliati, Guidetti, Ramazzotti | 3:33 |

## Membres du groupe
- Eros Ramazzotti : chant, chœurs, guitare espagnole, mandoline, guitare électrique
- Tony Franklin : basse
- Larry Goldings : orgue Hammond, piano-forte
- Claudio Guidetti : basse, chœurs, guitare à 12 cordes, guitare acoustique, guitare électrique, orgue Hammond, piano-forte
- Paolo Costa : basse
- Michele Canova Iorfida : clavier, synthé, programmation
- Vinnie Colaiuta : batterie
- Davide Tagliapietra : basse, programmation, batterie, guitare acoustique, guitare électrique
- Christian "Noochie" Rigano : Fender Rhodes, programmation, piano-forte, synthétiseur
- Pino Saracini : basse
- Abe Laboriel, jr : batterie
- Michael Landau : guitare électrique, guitare slide, guitare solo
- Jim Gilstrap, Phillip Ingram, Alfie Silas - chœurs
- London Session Orchestra